# Alexandre Herculano

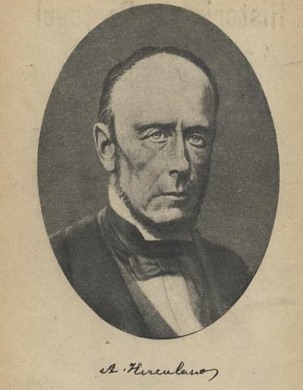
Alexandre Herculano

Alexandre Herculano de Carvalho e Araujo (* 28. März 1810 in Lissabon, Portugal; † 18. September 1877 in Vale de Lobos, Portugal) war ein portugiesischer Gelehrter, Historiker, Schriftsteller, Erzähler, Politiker, Herausgeber, Dichter, und Romancier. Er gilt gemeinhin als Begründer der portugiesischen Romantik.

## Leben
Alexandre Herculano wurde 1810 in Lissabon geboren und beteiligte sich früh an den Kämpfen gegen die absolute Monarchie, was ihn für ein Jahr ins Exil nach England und Frankreich trieb. 1832 kehrte er aus dem Exil zurück. Er begründete die Zeitschrift O Panorama (1837 bis 1839), die damals die führende Kulturzeitschrift Portugals war.
Ab 1840 war er politisch aktiv und wurde Abgeordneter in den Cortes. Sein Steckenpferd war die Bildungspolitik. Gleichzeitig wurde er im Jahr zuvor zum Leiter der Königlichen Bibliothek von Ajuda berufen.
Sein Werk besteht aus Erzählungen, Romanen, Gedichten sowie historischen Büchern, die ganz klassisch den Beginn der portugiesischen Romantik aufzeigen und ihn zum führenden Exponenten Portugals auf diesem Gebiet machte.
Herculano starb 1877 in Vale de Lobos an den Folgen einer Lungenentzündung, nachdem er die letzten Jahre seines Lebens weitestgehend in Isolation zugebracht hatte.

## Werke (Auswahl)
- A voz do profeta (Die Stimme des Propheten), 1836, Lyrik.
- O monge de Cister, 1841, Roman.
- O Bobo, 1842, Roman (1987 verfilmt).
- Eurico, o presbítero (Eurich, Priester der Gothen), 1844, Roman.
- Eurico: Der Presbyter. 2014: Books on Demand
- Lendas e narrativas (Legenden und Erzählungen), 1839–1844.
- Sagen und Erzählungen. 2 Bände, 2014: Books on Demand
- História de Portugal (Geschichte Portugals), 1846–1851.
- História da origem e estabelecimento da inquisição em Portugal (Geschichte der Inquisition in Portugal), 1854–1859.
- Herausgeber der Schriftenreihe "Portugalia monumenta historiae" ab 1856.